# Insurrection des Forces démocratiques alliées
Guerre du Kivu
L'insurrection des Forces démocratiques alliées est un conflit armé opposant l'Ouganda, la République démocratique du Congo et la MONUSCO aux Forces démocratiques alliées. Le conflit a éclaté en 1996 et s'est intensifiée en 2013, faisant des centaines de morts. On sait que les ADF contrôlent actuellement un certain nombre de camps cachés qui abritent environ 2 000 personnes ; dans ces camps, les ADF opèrent comme un proto-État avec  « un service de sécurité interne, une prison, des dispensaires et un orphelinat » ainsi que des écoles pour garçons et filles.

## Contexte
Les Forces démocratiques alliées (ADF) ont été créées par Jamil Mukulu, un musulman ougandais ultra conservateur, appartenant au groupe Tablighi Jamaat. Né sous le nom de David Steven, Mukulu a été baptisé en tant que catholique, puis s'est converti à l'islam, a adopté un nom musulman et s'est radicalisé. Il aurait passé le début des années 1990 à Khartoum, au Soudan, et serait entré en contact personnel avec Oussama ben Laden.
L'ADF a fusionné avec les restes d'un autre groupe rebelle, l'Armée nationale de libération de l'Ouganda (NALU), dans les années qui ont suivi la chute d'Idi Amin Dada. L'objectif initial de l'ADF-NALU était de renverser le gouvernement du président ougandais Yoweri Museveni et de le remplacer par un État fondamentaliste islamique. Le groupe a ensuite recruté d'anciens officiers de l'armée ougandaise, ainsi que des volontaires de Tanzanie et de Somalie. Financés par les industries minières et forestières illégales de la République démocratique du Congo, les ADF ont créé 15 camps bien organisés dans le Rwenzori, située dans les zones frontalières entre la RDC et l'Ouganda. L'insurrection n'a pas été affectée par l'amnistie gouvernementale et les efforts de dialogue, car ses membres ont épousé des femmes locales.
Selon des sources de renseignement, les ADF ont collaboré avec Al-Shabaab et l'Armée de résistance du Seigneur. Ils reçoivent une formation et un soutien logistique, avec une implication directe limitée du côté d'al-Shabaab. Parmi les autres parrains présumés de la faction figurent le politicien islamiste soudanais Hassan al-Tourabi et l'ancien président de la RDC Mobutu Sese Seko,.
Formée en 1989, l'ADF a mené ses premières attaques en 1995. Le conflit s'est progressivement intensifié, culminant avec l'attaque du Kichwamba Technical College (en) en 1998, qui a fait 80 morts, et au cours duquel 80 autres personnes ont été enlevées. En 2002, la pression continue de l'armée ougandaise a forcé les ADF à déplacer la plupart de leurs activités en république démocratique du Congo. L'insurrection s'est poursuivie à une échelle plus réduite jusqu'en 2013, qui a marqué une résurgence de l'activité des ADF, avec le lancement d'une campagne de recrutement et de nombreuses attaques,.

### Tueries de Beni
Un rapport du Congo Research Group de l'Université de New York, publié en septembre 2017, a accusé les commandants de l'armée congolaise d'avoir orchestré les massacres à Beni de 2014 à 2016. Il cite de multiples témoins affirmant que des commandants de l'armée, dont l'ancien général en chef de la zone, ont soutenu et, dans certains cas, organisé les tueries. Des sources lui ont dit que pendant certains massacres, les soldats sécurisaient le périmètre afin que les victimes ne puissent pas s'échapper. Le rapport indique que les premiers massacres ont été orchestrés en 2013 par d'anciens chefs du groupe rebelle de l'Armée populaire congolaise (APC), qui a combattu pendant la deuxième guerre du Congo, afin de créer une nouvelle rébellion et de saper la confiance dans le gouvernement central de la RDC. Selon le rapport, ces rebelles travaillaient avec l'ADF. Cependant, lorsque les massacres ont commencé, les commandants de l'armée ont coopté de nombreux réseaux des milices locales pour affaiblir leurs rivaux.

## Chronologie

### 1996
Le 13 novembre 1996, l'ADF a perpétré sa première attaque de grande envergure contre les villes de Bwera et Mpondwe-Lhubiriha dans le district de Kasese, en Ouganda. Environ 50 personnes ont été tuées lors de cette attaque. 25 000 personnes ont fui les villes, avant qu'elles ne soient reprises par les troupes ougandaises,.

### 1998
Le 20 février 1998, les ADF ont enlevé 30 enfants, à la suite d'une attaque contre un collège adventiste du septième jour à Mitandi, dans le district de Kasese.
Le 4 avril 1998, 5 personnes ont été tuées et au moins 6 ont été blessées, lorsque des bombes ont explosé dans deux restaurants à Kampala.
Le 8 juin 1998, les rebelles de l'ADF ont tué 80 étudiants du collège technique de Kichwamba dans le district de Kabarole, en Ouganda. 80 étudiants ont été enlevés au cours du même raid.
En juin 1998, les rebelles de l'ADF ont enlevé plus de 100 écoliers dans une école de Hoima, en Ouganda.
En août 1998, 30 personnes ont été tuées dans trois attentats à la bombe distincts contre des bus, perpétrés par les ADF.

### 1999
Entre le 10 avril 1999 et le 30 mai 1999, les ADF ont mené sept attaques qui ont fait 11 morts et 42 blessés.
Le 9 décembre 1999, les ADF ont attaqué la prison de Katojo, libérant 360 prisonniers détenus pour terrorisme.

### 2007 à 2008

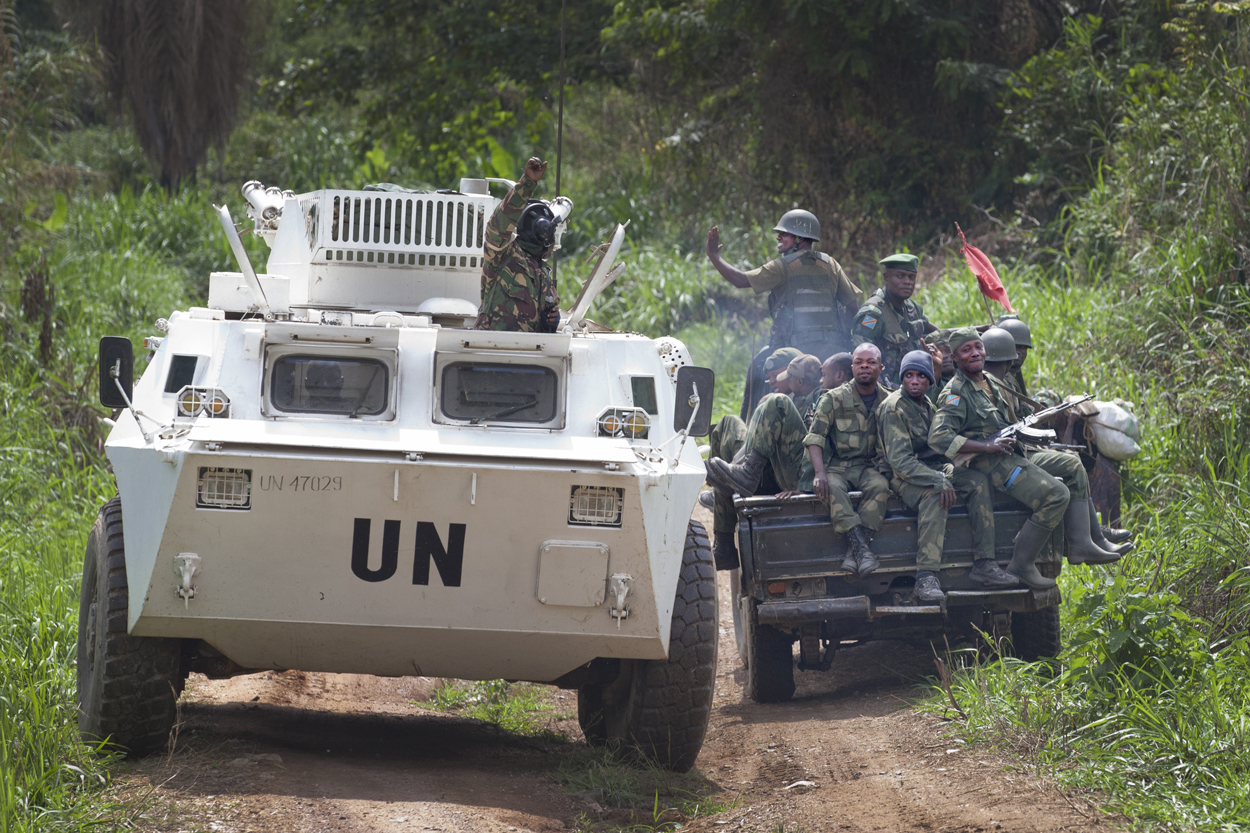
Une patrouille conjointe MONUSCO-FARDC pendant une opération anti-ADF.

En mars 2007, l'UPDF a engagé des groupes ADF dans de multiples échanges de tirs, tuant au moins 46 personnes dans les districts de Bundibugyo et de Mubende. La plus grande bataille s'est déroulée le 27 mars, lorsque les UPDF ont affronté une soixantaine de troupes ADF et en ont tué 34, dont trois commandants supérieurs. L'UPDF a affirmé avoir récupéré de nombreuses armes ainsi que des documents liant les ADF à la LRA.
Le 13 avril 2007, l'UPDF et les ADF ont engagé une bataille intense à l'intérieur du parc national de Semuliki, près de la destination touristique haut de gamme Semliki Lodge.
Des pourparlers de cessez-le-feu et d'amnistie entre le gouvernement ougandais et les ADF se sont tenus à Nairobi à partir de mai 2008. Les négociations ont été compliquées par la fragmentation de la direction des ADF. Les personnes à charge non combattantes des ADF ont été rapatriées en Ouganda par l'OIM. Au moins 48 combattants des ADF se sont rendus et ont été amnistiés. Alors que la menace de la LRA en RDC s'est estompée, l'UPDF a mis de plus en plus l'accent sur les ADF comme raison pour le personnel de l'UPDF de rester en RDC.
Le 4 décembre 2007, 200 militants des ADF et de la NALU se sont rendus aux autorités ougandaises.

### 2012
Entre février 2012 et mars 2012, plus de 60 insurgés des ADF ont été arrêtés en Ouganda.

### 2013
Le 24 janvier 2013, les insurgés ont torturé puis exécuté 13 personnes qui avaient été précédemment enlevées dans la ville d'Oicha, au Nord-Kivu.
En avril 2013, il a été rapporté que les ADF ont commencé une campagne de recrutement à Kampala et dans d'autres parties du pays. Citant un transfuge des ADF, "allAfrica" a rapporté qu'environ 10 nouvelles recrues rejoignaient les forces des ADF chaque jour.
En juillet 2013, les ADF ont renouvelé leurs combats dans le district congolais de Beni. Selon Radio Okapi de l'ONU, les ADF, avec les NALU, ont livré une bataille rangée contre les FARD, prenant brièvement les villes de Mamundioma et Totolito. Le 11 juillet, les ADF ont attaqué la ville de Kamango, déclenchant la fuite de plus de 60 000 réfugiés à travers la frontière vers le district ougandais de Bundibugyo.
Début septembre 2013, les dirigeants régionaux dans le cadre de la Conférence internationale de la région des Grands Lacs (CIRGL) ont demandé à la Brigade d'intervention combative récemment formée sous la MONUSCO d'attaquer les positions des forces négatives étrangères opérant en RDC, y compris les ADF.
Le 23 septembre 2013, 3 personnes ont été tuées lors d'une attaque des ADF dans le secteur de Watalinga, Nord-Kivu, RDC.
Le 27 septembre 2013, des militants ADF ont tué cinq personnes et en ont enlevé 30 lors d'une attaque contre un centre de santé dans la ville de Maleki, en RDC.
Le 23 octobre 2013, des guérilleros de l'ADF ont enlevé 26 personnes dans le village d'Upira, au Nord-Kivu, pour les transférer ensuite vers les bastions rebelles de Makembi et Chuchubo.
Entre novembre 2012 et novembre 2013, les ADF ont procédé à 300 enlèvements.
Le 14 décembre 2013, 13 personnes ont été tuées, à la suite d'une attaque des ADF contre le village de Musuku, en Ouganda.
Le 15 décembre 2013, les ADF ont tué huit personnes dans le village de Biangolo, en Ouganda.
Le 25 décembre 2013, les rebelles ADF ont attaqué la ville de Kamango, en RDC. Plus de 50 civils ont été tués et de nombreux bâtiments ont été incendiés. La ville a été reprise par l'armée congolaise le lendemain.
Le 29 décembre 2013, les rebelles de l'ADF ont lancé une autre attaque contre la ville de Kamango. Les militants ADF ont décapité 21 civils et ont exhorté les habitants de la ville à fuir en Ouganda.

### 2014
Le 17 janvier 2014, l'armée congolaise a chassé les militants ADF de la ville de Beni, avec l'aide du corps de paix de l'ONU " Brigade d'intervention ".
Le 17 février 2014, un porte-parole de l'armée congolaise annonce que l'armée a tué 230 rebelles ADF à l'issue d'une offensive d'un mois, 23 soldats FARDC ont également été tués dans l'opération.
Le 23 mars 2014, des hélicoptères sud-africains frappent pour la première fois les forces de l'ADF, en soutien à l'opération Sukola 1.

### 2024
En septembre 2024, la coalition des armées congolaise et ougandaise neutralisent plus de 50 combattants des Forces démocratiques alliées.

### 2025
Début juillet 2025,Les forces armées congolaises (FARDC), en collaboration avec l'armée ougandaise (UPDF), lancent une offensive visant à neutraliser les rebelles des Forces démocratiques alliées (ADF) dans la région de Lolwa, territoire de Mambasa, en province de l’Ituri. Cette opération militaire conjointe cible spécifiquement le bastion stratégique des ADF à Madina 2, utilisé comme base arrière pour planifier des attaques contre les populations locales. Plusieurs villages, dont Lolwa centre, Bandenge, et Menzimenzi, sont fréquemment ciblés par les ADF.
Malgré les opérations militaires, les attaques des ADF, dans la province d'Ituri se multiplient. Entre le 8 et le 10 juillet, 66 personnes sont tuées dans plusieurs villages de la chefferie de Walese Vonkutu, située dans le territoire d'Irumu,. Dans la nuit du 26 au 27 juillet, des rebelles de l'ADF, attaquent une église dans la localité de Komanda,. Cette attaque fait au moins 43 morts, incluant 19 femmes, 15 hommes, et 9 enfants, avec 12 à 14 enfants portés disparus. Les assaillants ont surpris les fidèles durant une veillée de prière, les tuant à la machette.